# Región de Tombuctú
La región de Tombuctú (oficialmente, y en francés, région de Tombouctou) es la región más septentrional y más grande de Malí, comprendiendo en gran parte la zona sudoeste del desierto del Sahara.

## Historia
La región es famosa fuera de Malí por su capital, la antigua ciudad de Tombuctú. La ciudad se ganó la fama mundial en 1390, cuando su gobernante, Mansa Musa, peregrinó a La Meca, deteniendo su séquito en Egipto y gastando tanto oro que devaluó la moneda egipcia. Esto hizo que surgiese la leyenda de una ciudad en el interior de África, en donde las carreteras estaban pavimentadas con oro y donde había edificios con tejados de oro. La decadencia de Tombuctú comenzó con la conquista de la ciudad por Marruecos en 1592, tras la cual la zona perdió su anterior esplendor y quedó apartada de las principales rutas de caravanas.
Desde finales del siglo XIX y hasta 1960 estuvo bajo control colonial francés, quedando encuadrada en la administración del África Occidental Francesa. Desde entonces ha formado parte de la República de Malí.
El 6 de abril de 2012 el Movimiento Nacional para la Liberación del Azawad, que aglutina a los independentistas tuareg que controlan la región, proclamó unilateralmente la independencia de Azawad respecto de Malí bajo el nombre de Estado Independiente de Azawad, sin haber recibido reconocimiento internacional alguno. Meses después las fuerzas malienses recuperaron el control de la zona, revirtiendo la independencia tuareg.

## Geografía
La región de Tombuctú limita al sur con las regiones de Segú y Mopti, al este con la región Gao, al norte con la región de Taoudeni y al oeste con Mauritania. La región ocupa una superficie de 56.435 km². Es una región prácticamente desértica, a excepción de la zona del río Níger que transcurre por el sur de la región.

## Economía
La ciudad de Tombuctú genera una importante actividad turística en una región que todavía vive de la producción de sal (aún persisten las rutas transaharianas en el norte), un poco de la agricultura y de la pequeña artesanía local.

## Transporte
La región está servida por el pequeño aeropuerto de Tombuctú, y también por el de Gao. También se puede acceder por el río Níger. La zona norte es ámbito de las rutas de caravana.

## Organización administrativa
Tombuctú está dividida en 5 cercelas o círculos:
- Círculo de Diré (76 033 habitantes); capital, Diré.
- Círculo de Gundam (122 772); capital, Goundam.
- Círculo de Gurma-Rharus (56 784); capital, Rharous.
- Círculo de Niafunké (135 006); capital, Niafunké.
- Círculo de Tombuctú (76 766); capital, Tombuctú.